# پارک ملی مجمع‌الجزایر تامی‌سارن
پارک ملی مجمع‌الجزایر تامی‌سارن (سوئدی: Ekenäs skärgårds nationalpark, فنلاندی: Tammisaaren saariston kansallispuisto) در مجمع الجزایر اکناس، در منطقه اوسیما در فنلاند واقع شده‌است. در سال ۱۹۸۹ این پارک به وسعت ۵۲ کیلومتر مربع (۲۰ مایل مربع) تأسیس شد. این پارک توسط  متسه‌هالیتوس (متعلق به وزارت جنگلداری) نگه‌داری می‌شود.
بیشتر مساحت پارک از جزایر صخره‌ای نزدیک دریای آزاد و مناطق آبی اطراف آنها تشکیل شده‌است. استفاده از قایق‌های موتوری از اول آوریل تا ۱۷ جولای برای محافظت از لانه‌سازی پرندگان آبزی ممنوع است. دسترسی به پارک فقط با قایق امکان‌پذیر است. بازدیدکنندگان بدون قایق می‌توانند با تاکسی دریایی به آن برسند.
این پارک ملی در ۱۹ ژوئن ۱۹۹۶ دیپلم اروپایی مناطق حفاظت شده را دریافت کرد که تا ژوئن ۲۰۱۱ اعتبار داشت.